# Sammlung zur Tat
Die Sammlung zur Tat/Europäische Volksbewegung (Kurzbezeichnung: SzT/EVB, meist als Sammlung zur Tat (SzT) bezeichnet, weiterer Parteiname Europäische Volksbewegung Deutschlands (EVD)) war eine nationalistische und neutralistische deutsche Kleinpartei, die bei der Bundestagswahl 1949 kandidierte, ohne Mandate zu erzielen.

## Geschichte
Die SzT wurde am 13. März 1949 von Karl Steinfeld, einem ehemaligen Mitglied der SPD, in Villingen gegründet und wenig später von den französischen Besatzungsbehörden als Partei lizenziert. Steinfeld hatte sich zuvor mit seiner Arbeitsgemeinschaft freier Wähler um eine Sammlungsbewegung zur bevorstehenden Bundestagswahl bemüht. Steinfelds politische Vorstellungen werden als „sehr diffus“ beschrieben; er trat für eine Synthese von Kapitalismus und Kommunismus ein und war Neutralist. Steinfeld gelang es, „linksnationalistische und konservativ-revolutionäre Kreise anzusprechen“. Hierzu zählten der Vorsitzende des Bundes Christlicher Sozialisten, Kaplan Joseph Cornelius Rossaint, der Gründer des neutralistischen Freiheitsbundes, Theodor Kögler und Hellmuth Draeger, ein Berliner Rechtsanwalt. Bereits seit 1948 stand Steinfeld in Kontakt zu einer Kölner Gruppe ehemaliger Angehöriger der Schwarzen Front um Otto Strasser, die sich 1947 mit Strasser überworfen hatte und Strassers Vorstellungen als anachronistisch, autoritär und undemokratisch ablehnte.
Auf einer Deutschlandtagung Anfang Juni 1949 verabschiedete die SzT zehn Thesen, die die einzige verbindliche programmatische Position der Partei waren. Zu den Thesen zählten die Einheit, Neutralität und Souveränität Deutschlands, eine Gemeinschaft aller europäischen Völker, eine „volkseigene, von den Betriebsgemeinschaften selbst verwaltete Wirtschaft“ und eine Gleichberechtigung der Frau. Der bisherige „Parteienstaat“ wurde als „undemokratisch“ abgelehnt.
Zur Bundestagswahl 1949 war die Partei in den Bundesländern Baden (unter dem Namen Europäische Volksbewegung Deutschlands) und Württemberg-Hohenzollern (als Sammlung zur Tat) zugelassen. Bundesweit erreichte die Partei 26.162 oder 0,1 % der Stimmen; in Baden waren es 3,6 % und in Württemberg-Hohenzollern 1,5 %. Während des Wahlkampfes kam es zu parteiinternen Differenzen zwischen einer süddeutschen Gruppe um Steinfeld und Draeger und einer norddeutschen Gruppe um Rossiant und Kögler. Letztere traten für die Abgabe ungültiger Stimmen ein. Die süddeutsche Gruppe sah sich nicht ausreichend im Wahlkampf unterstützt und suchte ihrerseits Bündnispartner in der Bewegung der Vertriebenen und Fliegergeschädigten, insbesondere zur Notgemeinschaft Württemberg-Baden um Franz Ott.
Nach der Wahl verschärften sich die parteiinternen Spannungen und führten zu einem erfolglosen Parteiausschlussantrag gegen Steinfeld, dem eigenmächtige Fusionsverhandlungen mit anderen Parteien sowie Kollaboration mit den französischen Besatzungsbehörden vorgeworfen wurde. Die süddeutsche Gruppe benannte sich im Juni 1950 in Deutsche Friedenspartei/Sammlung zur Tat um; zum Parteivorsitzenden wurde Steinfeld gewählt. Steinfeld trat zuletzt 1951 bei einem von Mitgliedern der Deutschen Reichspartei initiierten Deutschen Kongress in Erscheinung.
Die norddeutsche SzT-Gruppierung gründete zwischen August und Dezember 1949 Landesverbände in Nordrhein-Westfalen, Niedersachsen, Rheinland-Pfalz und Berlin. Die Parteiarbeit beschränkte sich weitgehend auf die unregelmäßige Herausgabe des Mitteilungsblattes Die Sammlung. Kontakte zu neutralistischen und nationalbolschewistischen Gruppen blieben ebenso wie Gespräche im Jahr 1956 mit dem nach Deutschland zurückgekehrten Otto Strasser ergebnislos. Bei der Bundestagswahl 1957 rief die SzT zur Wahl der SPD auf. Zwei Mitglieder der Kölner Gruppe ehemaliger Angehöriger der Schwarzen Front, Peter Thoma und Karl Naske, gründeten 1961 den Oppo-Verlag in Köln, der die sozialrevolutionäre und antimilitaristische Zeitung Opposition und Ziel veröffentlichte. Nach dem Tod Strassers gab Naske ab 1975 das Strasser-Archiv heraus, in dessen Nachfolge von 1986 bis 1991 die Zeitschrift Nationalpolitische Sicht erschien.

## Rezeption
Der Historiker Wolfgang Benz bezeichnete die SzT als „verworren-neutralistisch“; der Politikwissenschaftler Richard Stöss nannte sie „stark antidemokratisch geprägt“ und ordnete sie einem „neuen Nationalismus“ zu, der im Gegensatz zum beispielsweise von der Wirtschaftlichen Aufbau-Vereinigung (WAV) vertretenen „Alten Nationalismus“ die veränderten Bedingungen der Nachkriegszeit zu berücksichtigen versuchte.